# Kungshög, Malmö
Kungshög är ett delområde i stadsdelen Oxie, Malmö.
Delområdet Kungshög ligger mellan Oxie tätort och Yttre ringvägen och passeras av E65:an. I området finns flera bronsåldershögar. Några av dem blev inklämda av trafikplats Fredriksberg när ringvägen byggdes, men de monumentala kungshögarna ligger fortfarande fritt på krönet av höjden. Området är ännu i stort sett obebott.
Kungshögsskolan ligger i inne i Oxie kyrkby.